# Neyzal
Neyzal (persiska: نيزل, نيزِل, نيزَل) är en ort i Iran.   Den ligger i provinsen Kurdistan, i den nordvästra delen av landet, 400 km väster om huvudstaden Teheran. Neyzal ligger 1 670 meter över havet och antalet invånare är 222.
Terrängen runt Neyzal är kuperad åt nordost, men åt sydväst är den bergig.Runt Neyzal är det ganska tätbefolkat, med 60 invånare per kvadratkilometer. Närmaste större samhälle är Sarvābād, 11,6 km sydväst om Neyzal. Trakten runt Neyzal består i huvudsak av gräsmarker.